# Rey Navarro
Reynaldo Navarro (né le 22 décembre 1989 à Caguas, Porto Rico) est un ancien joueur d'arrêt-court et de deuxième but de la Ligue majeure de baseball.

## Carrière
Joueur de l'Académie de baseball de Porto Rico, Rey Navarro est repêché au 3e tour de sélection par les Diamondbacks de l'Arizona en 2007. Il est joueur des ligues mineures lorsqu'il est échangé aux Royals de Kansas City le 1er mai 2010 contre le lanceur droitier Carlos Rosa. Il évolue dans les mineures dans l'organisation des Royals jusqu'à la fin de la saison 2013 avant de rejoindre pour un an des clubs-écoles des Reds de Cincinnati et, enfin, les Orioles de Baltimore avant la saison 2015.
Navarro fait ses débuts dans le baseball majeur avec les Orioles de Baltimore le 24 avril 2015. Jouant au deuxième but à son premier match, il réussit face au lanceur Rick Porcello des Red Sox de Boston un double qui est son premier coup sûr au plus haut niveau. En 10 matchs joués au deuxième but pour Baltimore, Navarro réussit un coup de circuit, récolte 3 points produits et frappe pour ,276 de moyenne au bâton. Son premier circuit dans les majeures est réussi le 13 mai 2015 aux dépens du lanceur Brett Cecil des Blue Jays de Toronto.
Le 23 décembre 2015, Navarro est réclamé au ballottage par les Angels de Los Angeles.